# Copa do Mundo FIFA de 2010
Copa do Mundo (português brasileiro) ou Campeonato do Mundo de Futebol (português europeu) FIFA de 2010 foi a décima nona edição da Copa, que ocorreu de 11 de junho até 11 de julho. O evento foi sediado na África do Sul, tendo partidas realizadas em 9 cidades. Trinta e duas seleções nacionais foram qualificadas para participar desta edição do campeonato, sendo 13 delas europeias, 8 americanas, 6 africanas (incluindo o país-sede), 4 asiáticas (contando com a Austrália) e 1 oceânica.
As seleções da Sérvia e da Eslováquia faziam sua primeira participação na competição como países independentes. A edição teve apenas uma grande goleada: Portugal 7–0 Coreia do Norte. Porém, também contou com goleadas da Seleção Alemã sobre grandes seleções: 4–1 na Inglaterra e 4–0 na Argentina. Os melhores jogadores do mundo do ano anterior não tiveram um bom retrospecto na copa, dando lugar para outros bons jogadores aparecerem: David Villa, Xabi Alonso e Andrés Iniesta da Espanha; Bastian Schweinsteiger, Mesut Özil e Thomas Müller da Alemanha; Diego Forlán do Uruguai; Wesley Sneijder e Arjen Robben dos Países Baixos.
A grande campeã desta Copa foi a Espanha que havia conquistado a Eurocopa de 2008 em cima da Alemanha, ostentado o 3º lugar na Copa das Confederações FIFA de 2009 e era a 2ª colocada dentre todas as seleções no Ranking Mundial da FIFA. No elenco, havia Iker Casillas, eleito o melhor goleiro do mundo em 2009 e 2008, Xavi Hernández e Andrés Iniesta, respectivamente 3º e 5º melhores jogadores do mundo em 2009, Fernando Torres, David Villa e Cesc Fàbregas, respectivamente os 3º, 10º e 15º melhores jogadores do mundo em 2008. No caminho até a final, a Espanha eliminou Portugal, Paraguai e Alemanha nas fases finais.
A equipe que se sagrou vice-campeã foi a dos Países Baixos, que havia eliminado o Uruguai, o Brasil e a Eslováquia. A partida foi realizada em 11 de julho às 20h30min, no Soccer City, em Joanesburgo, com um público estimado em 84 490 pessoas. Sob o apito do árbitro inglês Howard Webb, a partida terminou o primeiro e o segundo tempos sem gols. No segundo tempo da prorrogação, aos 116 minutos de jogo, faltando 4 minutos para levar a decisão para a disputa de pênaltis, Andrés Iniesta marcou o gol da vitória e do título espanhol; o capitão Iker Casillas levantou a taça do primeiro título da Espanha em Copas do Mundo, finalizando a sequência de títulos conquistados pela seleção.

## Antecedentes

### Candidatura
A primeira Copa do Mundo FIFA sob rotação continental (processo de alternar o país ou países onde se realiza a prova entre membros de cada confederação) foi a Copa do Mundo FIFA de 2010.[carece de fontes?]
Trata-se do maior evento desportivo realizado neste continente, e, tal como os Jogos Olímpicos, ainda não tinha sido organizado no continente africano. Assim, candidataram-se África do Sul, Marrocos, Egito e uma candidatura binacional de Líbia e Tunísia.
Em 15 de maio de 2004, em Zurique, Suíça, a África do Sul derrotou Marrocos por 14 votos a 10. O Egito não recebeu nenhum voto e Líbia e Tunísia retiraram-se em 8 de maio de 2004 depois de oferecerem sua junção, que não foi permitida.[carece de fontes?]

## Sedes
Em 2005, os organizadores liberaram uma lista provisória de treze cidades-sedes a serem usadas para esta Copa do Mundo, a quais foram: Bloemfontein, Cidade do Cabo, Durban, Joanesburgo (duas), Kimberley, Nelspruit, Orkney, Polokwane, Porto Elizabeth, Pretória, e Rustemburgo. Entre os estádios, quatro foram sedes da Copa do Mundo de Rugby Union de 1995 (Estádio Free State, Estádio Ellis Park, Estádio Loftus Versfeld e Estádio Royal Bafokeng), esses estádios são usados primariamente para o rugby, hospedando jogos do campeonato nacional, do Super Rugby e jogos da seleção sul-africana. Em 17 de março de 2006, a Federação Internacional de Futebol anunciou oficialmente a lista de sedes da Copa da África do Sul (as capacidades correspondem à última vistoria feita pela FIFA antes do início da competição):
| Joanesburgo                        | Cidade do Cabo | Durban | Joanesburgo                        |
| ---------------------------------- | --- | --- | ---------------------------------- |
| Estádio FNB1                       | Estádio da Cidade do Cabo2 | Estádio Moses Mabhida3 | Estádio Ellis Park                 |
| 26° 14′ 05,27″ S, 27° 58′ 56,47″ L | 33° 54′ 12,46″ S, 18° 24′ 40,15″ L | 29° 49′ 46″ S, 31° 01′ 49″ L | 26° 11′ 51,07″ S, 28° 03′ 38,76″ L |
| Capacidade: 84.490                 | Capacidade: 64.100 | Capacidade: 62.760 | Capacidade: 55.686                 |
|                                    | | |                                    |
| Pretória                           | Joanesburgo Durban Cidade do Cabo Pretória Porto Elizabeth Bloemfontein Polokwane Rustemburgo NelspruitCopa do Mundo FIFA de 2010 (África do Sul) | Joanesburgo Durban Cidade do Cabo Pretória Porto Elizabeth Bloemfontein Polokwane Rustemburgo NelspruitCopa do Mundo FIFA de 2010 (África do Sul) | Porto Elizabeth                    |
| Estádio Loftus Versfeld            | Joanesburgo Durban Cidade do Cabo Pretória Porto Elizabeth Bloemfontein Polokwane Rustemburgo NelspruitCopa do Mundo FIFA de 2010 (África do Sul) | Joanesburgo Durban Cidade do Cabo Pretória Porto Elizabeth Bloemfontein Polokwane Rustemburgo NelspruitCopa do Mundo FIFA de 2010 (África do Sul) | Estádio Nelson Mandela Bay         |
| 25° 45′ 12″ S, 28° 13′ 22″ L       | Joanesburgo Durban Cidade do Cabo Pretória Porto Elizabeth Bloemfontein Polokwane Rustemburgo NelspruitCopa do Mundo FIFA de 2010 (África do Sul) | Joanesburgo Durban Cidade do Cabo Pretória Porto Elizabeth Bloemfontein Polokwane Rustemburgo NelspruitCopa do Mundo FIFA de 2010 (África do Sul) | 33° 56′ 16″ S, 25° 35′ 56″ L       |
| Capacidade: 42.858                 | Joanesburgo Durban Cidade do Cabo Pretória Porto Elizabeth Bloemfontein Polokwane Rustemburgo NelspruitCopa do Mundo FIFA de 2010 (África do Sul) | Joanesburgo Durban Cidade do Cabo Pretória Porto Elizabeth Bloemfontein Polokwane Rustemburgo NelspruitCopa do Mundo FIFA de 2010 (África do Sul) | Capacidade: 42.486                 |
|                                    | Joanesburgo Durban Cidade do Cabo Pretória Porto Elizabeth Bloemfontein Polokwane Rustemburgo NelspruitCopa do Mundo FIFA de 2010 (África do Sul) | Joanesburgo Durban Cidade do Cabo Pretória Porto Elizabeth Bloemfontein Polokwane Rustemburgo NelspruitCopa do Mundo FIFA de 2010 (África do Sul) |                                    |
| Polokwane                          | Nelspruit | Bloemfontein | Rustemburgo                        |
| 23° 55′ 29″ S, 29° 28′ 08″ L       | 25° 27′ 42″ S, 30° 55′ 47″ L | 29° 07′ 02,25″ S, 26° 12′ 31,85″ L | 25° 34′ 43″ S, 27° 09′ 39″ L       |
| Estádio Peter Mokaba               | Estádio Mbombela | Estádio Free State | Estádio Royal Bafokeng             |
| Capacidade: 41.733                 | Capacidade: 40.929 | Capacidade: 40.911 | Capacidade: 38.646                 |
|                                    | | |                                    |

## Seleções classificadas

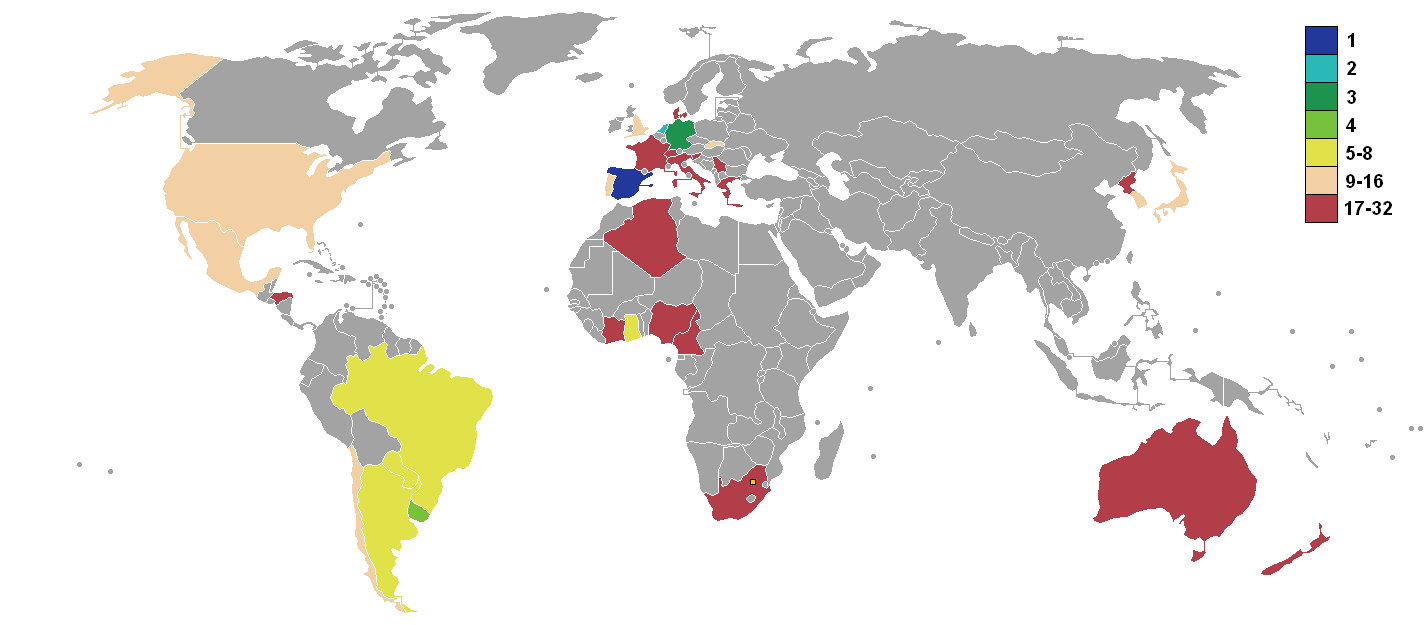
Azul-escuro: campeão. Azul-claro: vice-campeão. Verde-escuro: terceiro colocado. Verde-claro: quarto colocado. Amarelo: quartas de final. Cor de pêssego: oitavas de final. Vermelho: fase de grupos

Assim como nos últimos mundiais, a competição também teve a presença de 32 seleções, que foram classificadas através do processo eliminatório iniciado a 25 de agosto de 2007 e finalizado a novembro de 2009. As vagas foram distribuídas pela confederação africana com seis vagas (incluindo o país-sede), asiática com quatro, norte-americana, centro-americana e caribenha com três, sul-americana com quatro e europeia com treze. A oceânica disputou uma vaga de repescagem com o quinto colocado das eliminatórias asiáticas. Há uma outra vaga de repescagem, que foi disputada entre o quinto colocado das eliminatórias sul-americanas e o quarto colocado das eliminatórias norte-americana, centro-americana e caribenha.[carece de fontes?]
Pela primeira vez na história das Copas, a Coreia do Sul e a Coreia do Norte competiram simultaneamente. Na única vez em que a Coreia do Norte competiu, em 1966, a Coreia do Sul não estava presente. Também foi inédita a participação de duas seleções da Oceania em uma mesma edição do mundial, assim como a participação recorde de seleções africanas, seis no total. Destaca-se ainda, a 19ª participação do Brasil no torneio, continuando a ser a única seleção que participou de todas as fases finais.[carece de fontes?]
A Copa do Mundo de 2010 na África do Sul teve todos os campeões mundiais, algo que não ocorreu na edição da Alemanha, a anterior. Sendo assim, o pentacampeão Brasil, a tetracampeã Itália, a tricampeã Alemanha, os bicampeões Argentina e Uruguai, e ainda os campeões França e Inglaterra participaram desta Copa. A última vez que isto ocorreu foi em 2002, quando todos os vencedores de um Mundial estavam presentes. Além de 2010 e 2002, nos Mundiais de 1990, 1986, 1970, 1966, 1962, 1954 e 1950 todos os campeões mundiais de então estiveram presentes. O contraponto é a Copa de 1958, na Suécia, quando somente a Alemanha Ocidental (campeã mundial da época) estava presente, contra as ausências de Uruguai e Itália e a Copa do Mundo FIFA de 1930 e 1934 sem campeões mundiais presentes.[carece de fontes?]
As seleções de Honduras e Nova Zelândia haviam disputado a Copa de 1982 e retornaram, curiosamente, para a Copa 2010, após ficarem de fora da grande festa do futebol durante longos 28 anos (ou 6 mundiais). Portugal e Alemanha (respectivamente 4º e 3º lugares na Copa de 2006) ao se classificarem quebraram um tabu que durava desde 1986: toda seleção europeia que fica em 3º ou em 4º lugares no mundial anterior ficava de fora da Copa seguinte. Aconteceu com a França 3º em 1986, Inglaterra 4º em 1990, Suécia 3º em 1994, Holanda 4º em 1998 e Turquia 3º em 2002. Pela primeira vez a seleção da Austrália disputou, não as eliminatórias da Oceania e sim as eliminatórias da Ásia; com isso, pela primeira vez, dois países da Oceania (geograficamente falando) participaram de uma mesma edição da Copa do Mundo: a Austrália e a Nova Zelândia.[carece de fontes?]

### Sorteio
Foi realizado em 4 de dezembro de 2009, na Cidade do Cabo, África do Sul. As 32 seleções classificadas para o estágio final da Copa do Mundo foram divididas em 8 grupos (A, B, C, D, E, F, G e H) de 4 países cada.
Em 2 de dezembro, a FIFA anunciou oficialmente os cabeças de chaves e as divisões dos potes para o sorteio. A grande surpresa foi a presença dos Países Baixos no pote dos cabeças de chave.
| Cabeças de chave                                                                          | Pote 2                                                                                     | Pote 3                                                               | Pote 4                                                             |
| ----------------------------------------------------------------------------------------- | ------------------------------------------------------------------------------------------ | -------------------------------------------------------------------- | ------------------------------------------------------------------ |
| África do Sul (Grupo A) Alemanha Argentina Brasil Espanha Inglaterra Itália Países Baixos | Austrália Coreia do Norte Coreia do Sul Estados Unidos Honduras Japão México Nova Zelândia | Argélia Camarões Chile Costa do Marfim Gana Nigéria Paraguai Uruguai | Dinamarca Eslováquia Eslovênia França Grécia Portugal Sérvia Suíça |

## Árbitros
Ao todo, 90 árbitros e assistentes foram selecionados para a Copa do Mundo 2010, todos passaram por uma avaliação antes da competição.

## Convocações
Tal como aconteceu com as convocações para Copa do Mundo FIFA de 2006, cada equipe foi composta por 23 jogadores. Cada seleção participante deveria confirmar os seus 23 convocados até 1 de junho de 2010. As equipes foram autorizadas a fazer substituições em caso de contusões graves, em qualquer momento até 24 horas antes do primeiro jogo.

## Fase de grupos

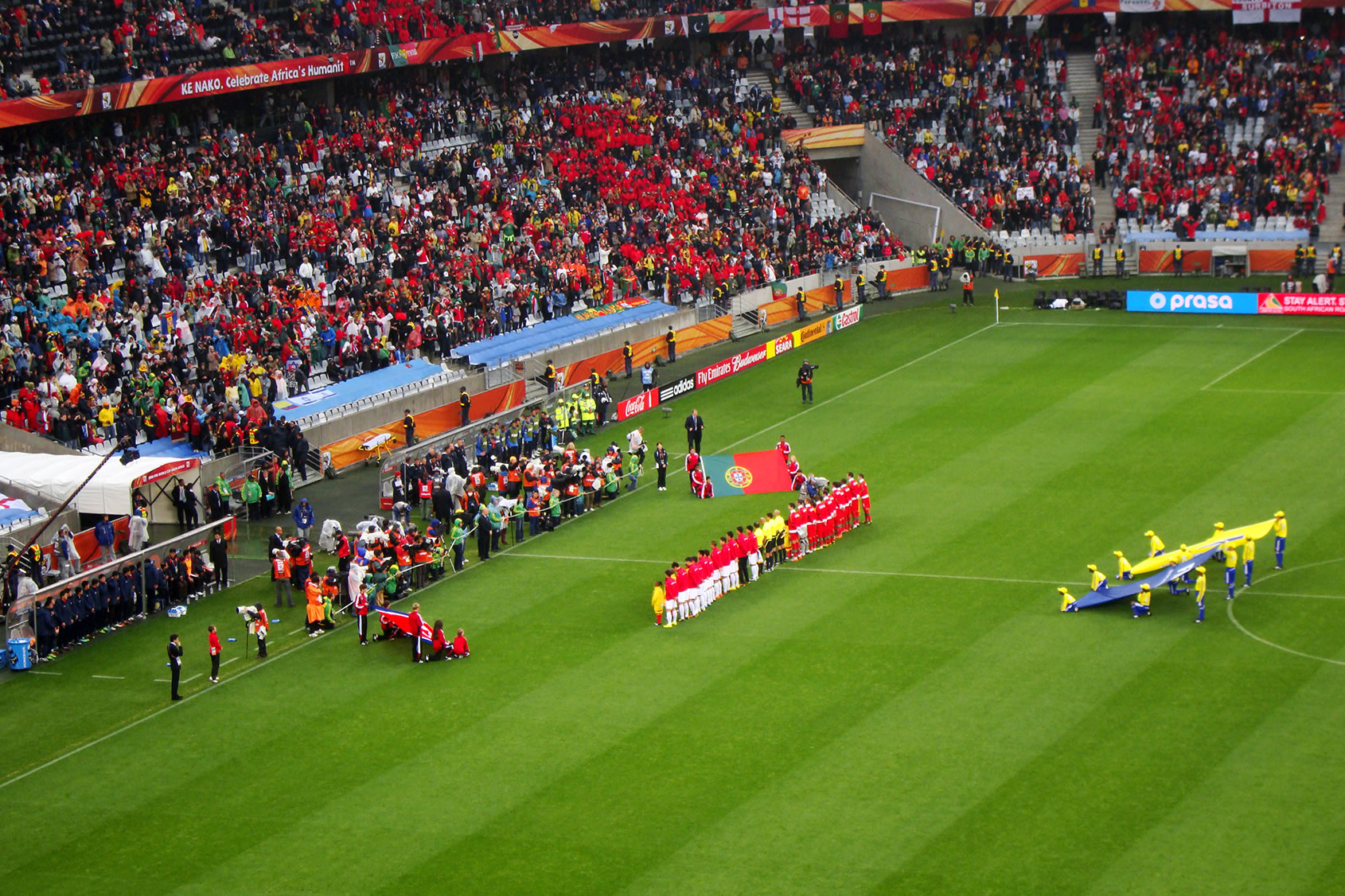
Formações de Portugal e Coreia do Norte, ouvindo os hinos nacionais

A fase de grupos contou com 32 seleções divididas em oito grupos com quatro seleções cada. Pela primeira vez na história das Copas do Mundo, o país anfitrião (no caso, a África do Sul) foi eliminado na fase de grupos. No jogo de estreia, a África do Sul empatou com o México por 1 a 1. No segundo jogo, perdeu de 3 a 0 para o Uruguai. E no último jogo venceu a França por 2 a 1. Com isso, chegou aos quatro pontos, juntamente com o México. Mesmo assim, não foi classificada, devido ao saldo de gols (México com saldo positivo de um e a África do Sul com saldo negativo de dois).
Devido a eliminação da Itália e da França, tornou-se a primeira vez na história das Copas do Mundo em que os finalistas da Copa anterior foram eliminados na primeira fase.
Esta foi a fase de grupos da Copa do Mundo FIFA de 2010:
As equipes participantes disputaram a fase de grupos da Copa no sistema de "todos contra todos" em turno único. Os critérios de desempate desta fase serão aplicados na seguinte ordem: saldo de gols/diferença de gols; gols feitos; resultado do confronto direto entre as equipes empatadas e sorteio pelo Comitê Organizador da FIFA ou play-off (de acordo com o calendário).  As fases seguintes (oitavas de final, quartas de final, semifinais e final) serão disputadas em sistema eliminatório.
|  | Equipes classificadas para as oitavas de final |
|  | Equipes eliminadas na primeira fase            |

| Pos | Equipe            | Pts | J | V | E | D | GP | GC | SG | Classificado      |
| --- | ----------------- | --- | - | - | - | - | -- | -- | -- | ----------------- |
| 1   | Uruguai           | 7   | 3 | 2 | 1 | 0 | 4  | 0  | +4 | Fase eliminatória |
| 2   | México            | 4   | 3 | 1 | 1 | 1 | 3  | 2  | +1 | Fase eliminatória |
| 3   | África do Sul (H) | 4   | 3 | 1 | 1 | 1 | 3  | 5  | −2 | Eliminado         |
| 4   | França            | 1   | 3 | 0 | 1 | 2 | 1  | 4  | −3 | Eliminado         |

| 11 de junho   |       |               |                |
| África do Sul | 1 – 1 | México        | Johannesburgo  |
| Uruguai       | 0 – 0 | França        | Cidade do Cabo |
| 16 de junho   |       |               |                |
| África do Sul | 0 – 3 | Uruguai       | Pretória       |
| 17 de junho   |       |               |                |
| França        | 0 – 2 | México        | Polokwane      |
| 22 de junho   |       |               |                |
| México        | 0 – 1 | Uruguai       | Rustemburgo    |
| França        | 1 – 2 | África do Sul | Bloemfontein   |

| Pos | Equipe        | Pts | J | V | E | D | GP | GC | SG | Classificado      |
| --- | ------------- | --- | - | - | - | - | -- | -- | -- | ----------------- |
| 1   | Argentina     | 9   | 3 | 3 | 0 | 0 | 7  | 1  | +6 | Fase eliminatória |
| 2   | Coreia do Sul | 4   | 3 | 1 | 1 | 1 | 5  | 6  | −1 | Fase eliminatória |
| 3   | Grécia        | 3   | 3 | 1 | 0 | 2 | 2  | 5  | −3 | Eliminado         |
| 4   | Nigéria       | 1   | 3 | 0 | 1 | 2 | 3  | 5  | −2 | Eliminado         |

| 12 de junho   |       |               |                 |
| Coreia do Sul | 2 – 0 | Grécia        | Porto Elizabeth |
| Argentina     | 1 – 0 | Nigéria       | Johannesburgo   |
| 17 de junho   |       |               |                 |
| Argentina     | 4 – 1 | Coreia do Sul | Johannesburgo   |
| Grécia        | 2 – 1 | Nigéria       | Bloemfontein    |
| 22 de junho   |       |               |                 |
| Grécia        | 0 – 2 | Argentina     | Polokwane       |
| Nigéria       | 2 – 2 | Coreia do Sul | Durban          |

| Pos | Equipe         | Pts | J | V | E | D | GP | GC | SG | Classificado      |
| --- | -------------- | --- | - | - | - | - | -- | -- | -- | ----------------- |
| 1   | Estados Unidos | 5   | 3 | 1 | 2 | 0 | 4  | 3  | +1 | Fase eliminatória |
| 2   | Inglaterra     | 5   | 3 | 1 | 2 | 0 | 2  | 1  | +1 | Fase eliminatória |
| 3   | Eslovênia      | 4   | 3 | 1 | 1 | 1 | 3  | 3  | 0  | Eliminado         |
| 4   | Argélia        | 1   | 3 | 0 | 1 | 2 | 0  | 2  | −2 | Eliminado         |

| 12 de junho    |       |                |                 |
| Inglaterra     | 1 – 1 | Estados Unidos | Rustemburgo     |
| 13 de junho    |       |                |                 |
| Argélia        | 0 – 1 | Eslovênia      | Polokwane       |
| 18 de junho    |       |                |                 |
| Eslovênia      | 2 – 2 | Estados Unidos | Johannesburgo   |
| Inglaterra     | 0 – 0 | Argélia        | Cidade do Cabo  |
| 23 de junho    |       |                |                 |
| Eslovênia      | 0 – 1 | Inglaterra     | Porto Elizabeth |
| Estados Unidos | 1 – 0 | Argélia        | Pretória        |

| Pos | Equipe    | Pts | J | V | E | D | GP | GC | SG | Classificado      |
| --- | --------- | --- | - | - | - | - | -- | -- | -- | ----------------- |
| 1   | Alemanha  | 6   | 3 | 2 | 0 | 1 | 5  | 1  | +4 | Fase eliminatória |
| 2   | Gana      | 4   | 3 | 1 | 1 | 1 | 2  | 2  | 0  | Fase eliminatória |
| 3   | Austrália | 4   | 3 | 1 | 1 | 1 | 3  | 6  | −3 | Eliminado         |
| 4   | Sérvia    | 3   | 3 | 1 | 0 | 2 | 2  | 3  | −1 | Eliminado         |

| 13 de junho |       |           |                 |
| Sérvia      | 0 – 1 | Gana      | Pretória        |
| Alemanha    | 4 – 0 | Austrália | Durban          |
| 18 de junho |       |           |                 |
| Alemanha    | 0 – 1 | Sérvia    | Porto Elizabeth |
| 19 de junho |       |           |                 |
| Gana        | 1 – 1 | Austrália | Rustemburgo     |
| 23 de junho |       |           |                 |
| Gana        | 0 – 1 | Alemanha  | Johannesburgo   |
| Austrália   | 2 – 1 | Sérvia    | Nelspruit       |

| Pos | Equipe        | Pts | J | V | E | D | GP | GC | SG | Classificado      |
| --- | ------------- | --- | - | - | - | - | -- | -- | -- | ----------------- |
| 1   | Países Baixos | 9   | 3 | 3 | 0 | 0 | 5  | 1  | +4 | Fase eliminatória |
| 2   | Japão         | 6   | 3 | 2 | 0 | 1 | 4  | 2  | +2 | Fase eliminatória |
| 3   | Dinamarca     | 3   | 3 | 1 | 0 | 2 | 3  | 6  | −3 | Eliminado         |
| 4   | Camarões      | 0   | 3 | 0 | 0 | 3 | 2  | 5  | −3 | Eliminado         |

| 14 de junho   |       |               |                |
| Países Baixos | 2 – 0 | Dinamarca     | Johannesburgo  |
| Japão         | 1 – 0 | Camarões      | Bloemfontein   |
| 19 de junho   |       |               |                |
| Países Baixos | 1 – 0 | Japão         | Durban         |
| Camarões      | 1 – 2 | Dinamarca     | Pretória       |
| 24 de junho   |       |               |                |
| Dinamarca     | 1 – 3 | Japão         | Rustemburgo    |
| Camarões      | 1 – 2 | Países Baixos | Cidade do Cabo |

| Pos | Equipe        | Pts | J | V | E | D | GP | GC | SG | Classificado      |
| --- | ------------- | --- | - | - | - | - | -- | -- | -- | ----------------- |
| 1   | Paraguai      | 5   | 3 | 1 | 2 | 0 | 3  | 1  | +2 | Fase eliminatória |
| 2   | Eslováquia    | 4   | 3 | 1 | 1 | 1 | 4  | 5  | −1 | Fase eliminatória |
| 3   | Nova Zelândia | 3   | 3 | 0 | 3 | 0 | 2  | 2  | 0  | Eliminado         |
| 4   | Itália        | 2   | 3 | 0 | 2 | 1 | 4  | 5  | −1 | Eliminado         |

| 14 de junho   |       |               |                |
| Itália        | 1 – 1 | Paraguai      | Cidade do Cabo |
| 15 de junho   |       |               |                |
| Nova Zelândia | 1 – 1 | Eslováquia    | Rustemburgo    |
| 20 de junho   |       |               |                |
| Eslováquia    | 0 – 2 | Paraguai      | Bloemfontein   |
| Itália        | 1 – 1 | Nova Zelândia | Nelspruit      |
| 24 de junho   |       |               |                |
| Eslováquia    | 3 – 2 | Itália        | Johannesburgo  |
| Paraguai      | 0 – 0 | Nova Zelândia | Polokwane      |

| Pos | Equipe          | Pts | J | V | E | D | GP | GC | SG  | Classificado      |
| --- | --------------- | --- | - | - | - | - | -- | -- | --- | ----------------- |
| 1   | Brasil          | 7   | 3 | 2 | 1 | 0 | 5  | 2  | +3  | Fase eliminatória |
| 2   | Portugal        | 5   | 3 | 1 | 2 | 0 | 7  | 0  | +7  | Fase eliminatória |
| 3   | Costa do Marfim | 4   | 3 | 1 | 1 | 1 | 4  | 3  | +1  | Eliminado         |
| 4   | Coreia do Norte | 0   | 3 | 0 | 0 | 3 | 1  | 12 | −11 | Eliminado         |

| 15 de junho     |       |                 |                 |
| Costa do Marfim | 0 – 0 | Portugal        | Porto Elizabeth |
| Brasil          | 2 – 1 | Coreia do Norte | Johannesburgo   |
| 20 de junho     |       |                 |                 |
| Brasil          | 3 – 1 | Costa do Marfim | Johannesburgo   |
| 21 de junho     |       |                 |                 |
| Portugal        | 7 – 0 | Coreia do Norte | Cidade do Cabo  |
| 25 de junho     |       |                 |                 |
| Portugal        | 0 – 0 | Brasil          | Durban          |
| Coreia do Norte | 0 – 3 | Costa do Marfim | Nelspruit       |

| Pos | Equipe   | Pts | J | V | E | D | GP | GC | SG | Classificado      |
| --- | -------- | --- | - | - | - | - | -- | -- | -- | ----------------- |
| 1   | Espanha  | 6   | 3 | 2 | 0 | 1 | 4  | 2  | +2 | Fase eliminatória |
| 2   | Chile    | 6   | 3 | 2 | 0 | 1 | 3  | 2  | +1 | Fase eliminatória |
| 3   | Suíça    | 4   | 3 | 1 | 1 | 1 | 1  | 1  | 0  | Eliminado         |
| 4   | Honduras | 1   | 3 | 0 | 1 | 2 | 0  | 3  | −3 | Eliminado         |

| 16 de junho |       |          |                 |
| Honduras    | 0 – 1 | Chile    | Nelspruit       |
| Espanha     | 0 – 1 | Suíça    | Durban          |
| 21 de junho |       |          |                 |
| Chile       | 1 – 0 | Suíça    | Porto Elizabeth |
| Espanha     | 2 – 0 | Honduras | Johannesburgo   |
| 25 de junho |       |          |                 |
| Chile       | 1 – 2 | Espanha  | Pretória        |
| Suíça       | 0 – 0 | Honduras | Bloemfontein    |

## Fase final

### Esquema
|  | Oitavas de final              | Oitavas de final             |                             |       | Quartas de final | Quartas de final |                               |                               | Semifinais | Semifinais |  |  | Final | Final |
|  |                               |                              |                             |       |                  |                  |                               |                               |            |            |  |  |       |       |
|  | 26 de junho – Porto Elizabeth |                              |                             |       |                  |                  |                               |                               |            |            |  |  |       |       |
|  |                               |                              |                             |       |                  |                  |                               |                               |            |            |  |  |       |       |
|  | Uruguai                       | 2                            |                             |       |                  |                  |                               |                               |            |            |  |  |       |       |
|  | Uruguai                       | 2                            | 2 de julho – Joanesburgo    |       |                  |                  |                               |                               |            |            |  |  |       |       |
|  | Coreia do Sul                 | 1                            |                             |       |                  |                  |                               |                               |            |            |  |  |       |       |
|  | Coreia do Sul                 | 1                            | Uruguai (pen)               | 1 (4) |                  |                  |                               |                               |            |            |  |  |       |       |
|  | 26 de junho – Rustemburgo     |                              | Uruguai (pen)               | 1 (4) |                  |                  |                               |                               |            |            |  |  |       |       |
|  |                               | Gana                         | 1 (2)                       |       |                  |                  |                               |                               |            |            |  |  |       |       |
|  | Estados Unidos                | Gana                         | 1 (2)                       | 1     |                  |                  |                               |                               |            |            |  |  |       |       |
|  | Estados Unidos                |                              | 6 de julho – Cidade do Cabo | 1     |                  |                  |                               |                               |            |            |  |  |       |       |
|  | Gana (pro)                    | 2                            |                             |       |                  |                  |                               |                               |            |            |  |  |       |       |
|  | Gana (pro)                    | 2                            | Uruguai                     | 2     |                  |                  |                               |                               |            |            |  |  |       |       |
|  | 28 de junho – Durban          |                              | Uruguai                     | 2     |                  |                  |                               |                               |            |            |  |  |       |       |
|  |                               | Países Baixos                | 3                           |       |                  |                  |                               |                               |            |            |  |  |       |       |
|  | Países Baixos                 | Países Baixos                | 3                           | 2     |                  |                  |                               |                               |            |            |  |  |       |       |
|  | Países Baixos                 | 2 de julho – Porto Elizabeth |                             | 2     |                  |                  |                               |                               |            |            |  |  |       |       |
|  | Eslováquia                    | 1                            |                             |       |                  |                  |                               |                               |            |            |  |  |       |       |
|  | Eslováquia                    | 1                            | Países Baixos               | 2     |                  |                  |                               |                               |            |            |  |  |       |       |
|  | 28 de junho – Joanesburgo     |                              | Países Baixos               | 2     |                  |                  |                               |                               |            |            |  |  |       |       |
|  |                               | Brasil                       | 1                           |       |                  |                  |                               |                               |            |            |  |  |       |       |
|  | Brasil                        | Brasil                       | 1                           | 3     |                  |                  |                               |                               |            |            |  |  |       |       |
|  | Brasil                        |                              | 11 de julho – Joanesburgo   | 3     |                  |                  |                               |                               |            |            |  |  |       |       |
|  | Chile                         | 0                            |                             |       |                  |                  |                               |                               |            |            |  |  |       |       |
|  | Chile                         | 0                            | Países Baixos               | 0     |                  |                  |                               |                               |            |            |  |  |       |       |
|  | 27 de junho – Joanesburgo     |                              | Países Baixos               | 0     |                  |                  |                               |                               |            |            |  |  |       |       |
|  |                               | Espanha (pro)                | 1                           |       |                  |                  |                               |                               |            |            |  |  |       |       |
|  | Argentina                     | Espanha (pro)                | 1                           | 3     |                  |                  |                               |                               |            |            |  |  |       |       |
|  | Argentina                     | 3 de julho – Cidade do Cabo  |                             | 3     |                  |                  |                               |                               |            |            |  |  |       |       |
|  | México                        | 1                            |                             |       |                  |                  |                               |                               |            |            |  |  |       |       |
|  | México                        | 1                            | Argentina                   | 0     |                  |                  |                               |                               |            |            |  |  |       |       |
|  | 27 de junho – Bloemfontein    |                              | Argentina                   | 0     |                  |                  |                               |                               |            |            |  |  |       |       |
|  |                               | Alemanha                     | 4                           |       |                  |                  |                               |                               |            |            |  |  |       |       |
|  | Alemanha                      | Alemanha                     | 4                           | 4     |                  |                  |                               |                               |            |            |  |  |       |       |
|  | Alemanha                      |                              | 7 de julho – Durban         | 4     |                  |                  |                               |                               |            |            |  |  |       |       |
|  | Inglaterra                    | 1                            |                             |       |                  |                  |                               |                               |            |            |  |  |       |       |
|  | Inglaterra                    | 1                            | Alemanha                    | 0     |                  |                  |                               |                               |            |            |  |  |       |       |
|  | 29 de junho – Pretória        |                              | Alemanha                    | 0     |                  |                  |                               |                               |            |            |  |  |       |       |
|  |                               | Espanha                      | 1                           |       | Terceiro lugar   | Terceiro lugar   |                               |                               |            |            |  |  |       |       |
|  | Paraguai (pen)                | Espanha                      | 1                           | 0 (5) | Terceiro lugar   | Terceiro lugar   |                               |                               |            |            |  |  |       |       |
|  | Paraguai (pen)                | 3 de julho – Joanesburgo     | 3 de julho – Joanesburgo    | 0 (5) |                  |                  | 10 de julho – Porto Elizabeth | 10 de julho – Porto Elizabeth |            |            |  |  |       |       |
|  | Japão                         | 3 de julho – Joanesburgo     | 3 de julho – Joanesburgo    | 0 (3) |                  |                  | 10 de julho – Porto Elizabeth | 10 de julho – Porto Elizabeth |            |            |  |  |       |       |
|  | Japão                         | Paraguai                     | 0                           | 0 (3) | Uruguai          | 2                |                               |                               |            |            |  |  |       |       |
|  | 29 de junho – Cidade do Cabo  | Paraguai                     | 0                           |       | Uruguai          | 2                |                               |                               |            |            |  |  |       |       |
|  |                               | Espanha                      | 1                           |       | Alemanha         | 3                |                               |                               |            |            |  |  |       |       |
|  | Espanha                       | Espanha                      | 1                           | 1     | Alemanha         | 3                |                               |                               |            |            |  |  |       |       |
|  | Espanha                       |                              |                             | 1     |                  |                  |                               |                               |            |            |  |  |       |       |
|  | Portugal                      | 0                            |                             |       |                  |                  |                               |                               |            |            |  |  |       |       |
|  | Portugal                      | 0                            |                             |       |                  |                  |                               |                               |            |            |  |  |       |       |

### Oitavas de final
| 26 de junho | Uruguai        | 2 – 1     | Coreia do Sul      | Nelson Mandela Bay Stadium, Porto Elizabeth |
| 16:00       | Suárez 8', 80' | Relatório | Lee Chung-Yong 68' | Público: 30 597 Árbitro: GER Wolfgang Stark |

| 26 de junho | Estados Unidos    | 1 – 2 (pro) | Gana                  | Royal Bafokeng Stadium, Rustenburgo        |
| 20:30       | Donovan 62' (pen) | Relatório   | Boateng 5' · Gyan 93' | Público: 34 976 Árbitro: HUN Viktor Kassai |

| 27 de junho | Alemanha                                   | 4 – 1     | Inglaterra | Free State Stadium, Bloemfontein             |
| 16:00       | Klose 20' · Podolski 32' · Müller 67', 70' | Relatório | Upson 37'  | Público: 40 510 Árbitro: URU Jorge Larrionda |

| 27 de junho | Argentina                    | 3 – 1     | México        | Soccer City, Joanesburgo                     |
| 20:30       | Tévez 26', 52' · Higuaín 33' | Relatório | Hernández 71' | Público: 84 377 Árbitro: ITA Roberto Rosetti |

| 28 de junho | Países Baixos             | 2 – 1     | Eslováquia          | Moses Mabhida Stadium, Durban                |
| 16:00       | Robben 18' · Sneijder 84' | Relatório | Vittek 90'+4' (pen) | Público: 61 962 Árbitro: ESP Alberto Undiano |

| 28 de junho | Brasil                                    | 3 – 0     | Chile | Ellis Park Stadium, Joanesburgo          |
| 20:30       | Juan 35' · Luís Fabiano 38' · Robinho 59' | Relatório |       | Público: 54 096 Árbitro: ENG Howard Webb |

| 29 de junho | Paraguai | 0 – 0 (pro) | Japão | Loftus Versfeld Stadium, Pretória               |
| 16:00       |          | Relatório   |       | Público: 36 742 Árbitro: BEL Frank De Bleeckere |

|                                        |       | Penalidades              |  |
| Barreto Barrios Riveros Valdez Cardozo | 5 – 3 | Endō Hasebe Komano Honda |  |

| 29 de junho | Espanha   | 1 – 0     | Portugal | Green Point Stadium, Cidade do Cabo          |
| 20:30       | Villa 63' | Relatório |          | Público: 62 955 Árbitro: ARG Héctor Baldassi |

### Quartas de final
| 2 de Julho | Países Baixos     | 2 – 1     | Brasil      | Nelson Mandela Bay Stadium, Porto Elizabeth   |
| 16:00      | Sneijder 53', 68' | Relatório | Robinho 10' | Público: 40 186 Árbitro: JPN Yuichi Nishimura |

| 2 de Julho | Uruguai    | 1 – 1 (pro) | Gana          | Soccer City, Joanesburgo                          |
| 20:30      | Forlán 55' | Relatório   | Muntari 45+2' | Público: 84 017 Árbitro: POR Olegário Benquerença |

|                                       |       | Penalidades                |  |
| Forlán Victorino Scotti Pereira Abreu | 4 – 2 | Gyan Appiah Mensah Adiyiah |  |

| 3 de Julho | Argentina | 0 – 4     | Alemanha                                   | Green Point Stadium, Cidade do Cabo          |
| 16:00      |           | Relatório | Müller 3' · Klose 68', 89' · Friedrich 74' | Público: 64 100 Árbitro: UZB Ravshan Irmatov |

| 3 de Julho | Paraguai | 0 – 1     | Espanha   | Ellis Park Stadium, Joanesburgo            |
| 20:30      |          | Relatório | Villa 83' | Público: 55 359 Árbitro: GUA Carlos Batres |

### Semifinais
| 6 de Julho | Uruguai                       | 2 – 3     | Países Baixos                                   | Green Point Stadium, Cidade do Cabo          |
| 20:30      | Forlán 41' · M. Pereira 90+2' | Relatório | Van Bronckhorst 18' · Sneijder 70' · Robben 73' | Público: 62 479 Árbitro: UZB Ravshan Irmatov |

| 7 de Julho | Alemanha | 0 – 1     | Espanha   | Moses Mabhida Stadium, Durban              |
| 20:30      |          | Relatório | Puyol 73' | Público: 60 960 Árbitro: HUN Viktor Kassai |

### Terceiro Lugar
| 10 de julho | Uruguai                 | 2 – 3     | Alemanha                              | Nelson Mandela Bay Stadium, Porto Elizabeth   |
| 20:30       | Cavani 28' · Forlán 51' | Relatório | Müller 19' · Jansen 56' · Khedira 82' | Público: 36 254 Árbitro: MEX Benito Archundia |

### Final
| 11 de julho | Países Baixos | 0 – 1 (pro) | Espanha      | Soccer City, Joanesburgo                 |
| 20:30       |               | Relatório   | Iniesta 116' | Público: 84 490 Árbitro: ENG Howard Webb |

| Países Baixos | Espanha |

## Artilharia
5 gols (4)
| - GER Thomas Müller - ESP David Villa | - NED Wesley Sneijder - URU Diego Forlán |  |

4 gols (3)
| - GER Miroslav Klose | - ARG Gonzalo Higuaín | - SVK Róbert Vittek |

3 gols (4)
| - BRA Luís Fabiano - USA Landon Donovan | - GHA Asamoah Gyan - URU Luis Alberto Suárez |  |

2 gols (14)
| - GER Lukas Podolski - ARG Carlos Tévez - AUS Brett Holman - BRA Elano - BRA Robinho | - CMR Samuel Eto'o - KOR Lee Chung-yong - KOR Lee Jung-soo - ESP Andrés Iniesta - JPN Keisuke Honda | - MEX Javier Hernández - NGR Kalu Uche - NED Arjen Robben - POR Tiago |

1 gol (71)
| - RSA Bongani Khumalo - RSA Katlego Mphela - RSA Siphiwe Tshabalala - GER Cacau - GER Arne Friedrich - GER Marcell Jansen - GER Sami Khedira - GER Mesut Özil - ARG Martín Demichelis - ARG Gabriel Heinze - ARG Martín Palermo - AUS Tim Cahill - BRA Juan - BRA Maicon - CHI Jean Beausejour - CHI Mark González - CHI Rodrigo Millar - PRK Ji Yun-nam - KOR Park Chu-young - KOR Park Ji-sung - CIV Didier Drogba - CIV Salomon Kalou - CIV Romaric - CIV Yaya Touré | - DEN Nicklas Bendtner - DEN Dennis Rommedahl - DEN Jon Dahl Tomasson - SVK Kamil Kopúnek - SVN Valter Birsa - SVN Robert Koren - SVN Zlatan Ljubijankič - ESP Carles Puyol - USA Michael Bradley - USA Clint Dempsey - FRA Florent Malouda - GHA Kevin-Prince Boateng - GRE Dimitris Salpigidis - GRE Vasilis Torosidis - ENG Jermain Defoe - ENG Steven Gerrard - ENG Matthew Upson - ITA Daniele De Rossi - ITA Antonio Di Natale - ITA Vincenzo Iaquinta - ITA Fabio Quagliarella - JPN Yasuhito Endō - JPN Shinji Okazaki - MEX Cuauhtémoc Blanco | - MEX Rafael Márquez - NGR Yakubu Aiyegbeni - NZL Winston Reid - NZL Shane Smeltz - NED Klaas-Jan Huntelaar - NED Dirk Kuyt - NED Giovanni van Bronckhorst - NED Robin van Persie - PAR Antolín Alcaraz - PAR Cristian Riveros - PAR Enrique Vera - POR Cristiano Ronaldo - POR Hugo Almeida - POR Liédson - POR Raul Meireles - POR Simão Sabrosa - SRB Milan Jovanović - SRB Marko Pantelić - SUI Gelson Fernandes - URU Edinson Cavani - URU Álvaro Pereira - URU Maxi Pereira |

Gol contra (2)
| - KOR Park Chu-young (a favor da Argentina) | - DEN Daniel Agger (a favor dos Países Baixos) |  |

## Classificação final
Pouco depois da final, a FIFA emitiu um ranking final de cada time no torneio. O ranking foi baseado em progresso na competição, resultados globais e qualidade da oposição. Todas as 32 equipes são classificadas com base em critérios que foram usados pela Federação Internacional de Futebol. O ranking final foi o seguinte: 
| Pos.                            | Seleção         | Gr. | Pts | J | V | E | D | GP | GC | SG  |
| ------------------------------- | --------------- | --- | --- | - | - | - | - | -- | -- | --- |
| Final                           |                 |     |     |   |   |   |   |    |    |     |
| 1                               | Espanha         | H   | 18  | 7 | 6 | 0 | 1 | 8  | 2  | +6  |
| 2                               | Países Baixos   | E   | 18  | 7 | 6 | 0 | 1 | 12 | 6  | +6  |
| Decisão do 3º e 4º lugares      |                 |     |     |   |   |   |   |    |    |     |
| 3                               | Alemanha        | D   | 15  | 7 | 5 | 0 | 2 | 16 | 5  | +11 |
| 4                               | Uruguai         | A   | 11  | 7 | 3 | 2 | 2 | 11 | 8  | +3  |
| Eliminados nas quartas de final |                 |     |     |   |   |   |   |    |    |     |
| 5                               | Argentina       | B   | 12  | 5 | 4 | 0 | 1 | 10 | 6  | +4  |
| 6                               | Brasil          | G   | 10  | 5 | 3 | 1 | 1 | 9  | 4  | +5  |
| 7                               | Gana            | D   | 8   | 5 | 2 | 2 | 1 | 5  | 4  | +1  |
| 8                               | Paraguai        | F   | 6   | 5 | 1 | 3 | 1 | 3  | 2  | +1  |
| Eliminados nas oitavas de final |                 |     |     |   |   |   |   |    |    |     |
| 9                               | Japão           | E   | 7   | 4 | 2 | 1 | 1 | 4  | 2  | +2  |
| 10                              | Chile           | H   | 6   | 4 | 2 | 0 | 2 | 3  | 5  | −2  |
| 11                              | Portugal        | G   | 5   | 4 | 1 | 2 | 1 | 7  | 1  | +6  |
| 12                              | Estados Unidos  | C   | 5   | 4 | 1 | 2 | 1 | 5  | 5  | 0   |
| 13                              | Inglaterra      | C   | 5   | 4 | 1 | 2 | 1 | 3  | 5  | −2  |
| 14                              | México          | A   | 4   | 4 | 1 | 1 | 2 | 4  | 5  | −1  |
| 15                              | Coreia do Sul   | B   | 4   | 4 | 1 | 1 | 2 | 6  | 8  | −2  |
| 16                              | Eslováquia      | F   | 4   | 4 | 1 | 1 | 2 | 5  | 7  | −2  |
| Eliminados na fase de grupos    |                 |     |     |   |   |   |   |    |    |     |
| 17                              | Costa do Marfim | G   | 4   | 3 | 1 | 1 | 1 | 4  | 3  | +1  |
| 18                              | Eslovênia       | C   | 4   | 3 | 1 | 1 | 1 | 3  | 3  | 0   |
| 19                              | Suíça           | H   | 4   | 3 | 1 | 1 | 1 | 1  | 1  | 0   |
| 20                              | África do Sul   | A   | 4   | 3 | 1 | 1 | 1 | 3  | 5  | −2  |
| 21                              | Austrália       | D   | 4   | 3 | 1 | 1 | 1 | 3  | 6  | −3  |
| 22                              | Nova Zelândia   | F   | 3   | 3 | 0 | 3 | 0 | 2  | 2  | 0   |
| 23                              | Sérvia          | D   | 3   | 3 | 1 | 0 | 2 | 2  | 3  | −1  |
| 24                              | Dinamarca       | E   | 3   | 3 | 1 | 0 | 2 | 3  | 6  | −3  |
| 25                              | Grécia          | B   | 3   | 3 | 1 | 0 | 2 | 2  | 5  | −3  |
| 26                              | Itália          | F   | 2   | 3 | 0 | 2 | 1 | 4  | 5  | −1  |
| 27                              | Nigéria         | B   | 1   | 3 | 0 | 1 | 2 | 3  | 5  | −2  |
| 28                              | Argélia         | C   | 1   | 3 | 0 | 1 | 2 | 0  | 2  | −2  |
| 29                              | França          | A   | 1   | 3 | 0 | 1 | 2 | 1  | 4  | −3  |
| 30                              | Honduras        | H   | 1   | 3 | 0 | 1 | 2 | 0  | 3  | −3  |
| 31                              | Camarões        | E   | 0   | 3 | 0 | 0 | 3 | 2  | 5  | −3  |
| 32                              | Coreia do Norte | G   | 0   | 3 | 0 | 0 | 3 | 1  | 12 | −11 |

## Premiações
| Copa do Mundo FIFA 2010     |
| --------------------------- |
| Espanha Campeã (1.º título) |

### Individuais
| Prêmio FIFA Chuteira de Ouro (artilheiro): | Prêmio FIFA Bola de Ouro (melhor jogador): | Prêmio FIFA Luva de Ouro (melhor goleiro) | Troféu FIFA Fair Play (time menos faltoso): | Prêmio FIFA Melhor Jogador Jovem: |
| ------------------------------------------ | ------------------------------------------ | ----------------------------------------- | ------------------------------------------- | --------------------------------- |
| GER Thomas Müller                          | URU Diego Forlán                           | ESP Iker Casillas                         | Espanha                                     | GER Thomas Müller                 |

| Prêmio FIFA "Gol do Torneio":        | Prêmio FIFA "Gol do Torneio":                   | Prêmio FIFA "Gol do Torneio":  |
| 1º lugar                             | 2º lugar                                        | 3º lugar                       |
| ------------------------------------ | ----------------------------------------------- | ------------------------------ |
| URU Diego Forlán (contra a Alemanha) | NED Giovanni van Bronckhorst (contra o Uruguai) | GER Mesut Özil (contra a Gana) |

Fonte:

### Seleção da Copa
| Goleiros/Guarda-Redes | Defensores/Defesas                            | Meias/Médios                                               | Atacantes/Avançados      |
| --------------------- | --------------------------------------------- | ---------------------------------------------------------- | ------------------------ |
| Iker Casillas         | Sergio Ramos Carles Puyol Maicon Philipp Lahm | Andrés Iniesta Xavi Bastian Schweinsteiger Wesley Sneijder | Diego Forlán David Villa |

## Cerimônias

### Abertura
A Cerimônia de abertura da Copa do Mundo foi realizada em 10 de junho na cidade sul-africana de Joanesburgo, especificamente na província de Soweto, tendo a assistência de mais de 91.000 presentes no Soccer City, e de milhões que acompanhavam pela transmissão ao vivo dos canais de TV em todo mundo. O mega evento teve a presença de autoridades desportivas e políticas, que incluíram os presidentes norte americano e sul-africano Barack Obama e Jacob Zuma, o ex-líder político e ex-presidente Nelson Mandela, e o presidente da Federação Internacional de Futebol, Joseph Blatter. O show contou também com a presença de grandes astros da música internacional, como a banda pop The Black Eyed Peas, o cantor Somaliano K'naan, os cantores John Legend e Alicia Keys, o rapper R. Kelly, o cantor Juanes, e os artistas africanos Angélique Kidjo, Lira, Thandiswa Mazwai, Timothy Moloi, Hugh Masekela, Khaled, Femi Kuti, Osibisa, Hip Hop Pantsula e o Coral Gospel de Soweto. Além destes, o show contou com a presença de 1500 artistas que se apresentaram durante o espetáculo, incluindo dançarinos, músicos e outros cantores. O show teve seu grande encerramento com a apresentação da cantora Shakira, que apresentou os singles "She Wolf", "Hips Don't Lie" e a música-tema da Copa do Mundo escolhida pela FIFA "Waka Waka' (Time For Africa). Depois da grande festa de abertura, a África do Sul recebeu a notícia de que a neta de 13 anos do ex-lider político Nelson Mandela sofrera um acidente de automóvel fatal ao voltar do cerimônia de abertura em Soweto. Por conta disso, Nelson Mandela esteve ausente do primeiro jogo da África do Sul, contra o México, em 11 de junho.

## Símbolos

### Mascote
Em 22 de setembro de 2008, foi apresentado o mascote oficial da Copa: o leopardo Zakumi. O nome vem dos termos "ZA" (Zuid-Africa: abreviação de África do Sul) e "Kumi" ("dez", o ano da Copa).

### Bola oficial
Chamada Adidas Jabulani, a bola oficial é produzida pela Adidas. A bola possui 11 cores diferentes, cada uma representando os dialetos e etnias diferentes da África do Sul. O nome da bola signifca "Celebrar", em IsiZulu.

### Vuvuzelas
A vuvuzela, instrumento muito popular no país e usado pela torcida em todas as partidas, foi amplamente criticado pelos jogadores, incluindo Patrice Evra, Cristiano Ronaldo, Lionel Messi e Carlos Tévez que culparam a vuvuzela pela atuação de suas equipes em campo.

### Música-tema
A organização da Copa do Mundo FIFA de futebol escolheu para a edição de 2010 do evento a música "Waka Waka" (Esto És Afríca, em espanhol; Time for Africa, em inglês), que foi apresentada na cerimônia de abertura, realizada no Soccer City, na província sul-africana de Soweto, pela cantora colombiana Shakira. Organizadores do evento incluíram também como outras músicas a ser apresentadas na programação musical do mundial a versão de remixada "Wavin' Flag" ("Bandeira ao Vento", em português) do cantor somaliano naturalizado canadense K'naan. A música faz parte de seu terceiro álbum, Troubadour, sendo extremamente conhecida pelo público, por ser também um dos jingles das propagandas da Coca-Cola, patrocinadora oficial da Copa do Mundo. A música foi interpretada em vários idiomas, incluindo uma versão em espanhol com o cantor David Bisbal, uma em árabe com a cantora líbanesa Nancy Ajram, e uma em português com o grupo Skank.

## Preparativos
A Copa na África do Sul, por ser a primeira Copa do Mundo FIFA em continente africano, causou um grande impacto sócio-econômico no continente e principalmente no país sede. A África do Sul investiu cerca de 3,6 bilhões de euro (3 bilhões de libras esterlinas) em estádios e na infraestrutura, no entanto recuperou apenas um décimo dos custos: Ao invés dos estimados 680 milhões de euro (570 milhões de libras esterlinas) pelo aumento do turismo foram realizados somente cerca de 385 milhões de euro (323 milhões de libras esterlinas). Apenas 309 000 torcedores estrangeiros visitaram o torneio, contra a expectativa de 450 000.
A África do Sul construiu cinco novos estádios de futebol em preparação para a Copa do Mundo FIFA de 2010. Foi a primeira vez da história do país que a região teve estádios especialmente dedicados ao futebol. Sob o antigo governo do apartheid, os estádios eram construídos exclusivamente para o rúgbi e o críquete.
Uma delegação da Federação Internacional de Futebol completou uma primeira visita à África do Sul depois que o país foi escolhido como sede da Copa do Mundo de 2010. Os dirigentes disseram em seguida que vários aspectos técnicos e legais foram debatidos antes de os membros da FIFA deixarem o país. Um comitê de quatro pessoas, do qual Jordaan era um dos integrantes, foi composto para acertar a organização local.

## Transmissão

### No Brasil
A Globo e a Band transmitiram a Copa de 2010, pois dividiram direitos de transmissão. As redes de TV por assinatura SporTV, ESPN Brasil e BandSports também adquiriram os direitos de transmissão do evento.

### Em Portugal
Em Portugal, as duas maiores operadoras por cabo do país apostaram forte nas novas tecnologias. A ZON e a MEO ambas têm ofertas que propõe a visualização dos jogos em Televisão 3D, para além do HD. A MEO oferece também interatividade nas suas transmissões em que podem ser visualizadas várias câmaras durante os jogos da Seleção Portuguesa.
De entre os canais generalistas abertos portugueses (RTP e SIC). A RTP, uma das detentora dos direitos para o sinal aberto, possui um canal em alta-definição, a RTP1 HD. A SIC, canal privado aberto detém uma sub-licença para a transmissão de 16 jogos. Dentro dos canais pagos, em Portugal, apenas a Sport TV, possui os direitos integrais de transmissão dos 64 jogos.
Ainda na operadora cabo do MEO, o som das vuvuzelas é, através da escolha do som no comando, eliminada em todos os serviços após várias queixas dos telespectadores que não conseguiam ouvir o relato dos comentadores. A tecnologia consiste na remoção da frequência do som das vuvuzelas através de um chip.

## Controvérsias

### Atrasos
Em meados de 2008, em virtude dos atrasos nos preparativos com a possibilidade da África do Sul não terminar a tempo as obras necessárias, especulou-se sobre a troca da sede da Copa. Foram cogitadas a Alemanha que possuía toda a estrutura montada para a Copa do Mundo FIFA de 2006,além da Espanha e Austrália.
Uma greve foi iniciada pelos operários sul-africanos no dia 8 de julho de 2009. Obras nos estádios, rodovias, ferrovias, aeroportos e hospitais chegaram a ser interrompidas. Os operários pediam algo em torno de 15% de aumento salarial. Os atrasos, que já eram evidentes ficaram mais complicados com a greve. Representantes da organização do torneio chegaram a admitir que o cronograma das obras poderia sofrer alterações. Porém, os estádios ficaram prontos até o inicio da competição.

### Segurança
Pouco antes do inicio da copa, houve boatos que ameaças terroristas estariam sendo feitas, em particular com o jogo entre Inglaterra e Estados Unidos, a polícia da África do Sul porém, afirmou estar preparada e negou as ameaças. Durante esta edição da Copa do Mundo FIFA, a milícia fundamentalista islâmica Al Shabab (que tenta derrubar o Governo Federal de Transição da Somália) torturou e matou quem assistia ao mundial, apesar da proibição imposta pelo grupo. No fim-de-semana dos dias 12 e 13 de junho, por exemplo, raptaram e torturaram 30 jovens apaixonados por futebol, no distrito de Afgoi, perto da capital Mogadíscio. Noutro local, mais a norte, um rapaz foi baleado e veio a morrer no hospital, enquanto outros dez foram raptados pela Al Shabab durante a partida entre a Alemanha e a Austrália. A milícia chega a passar de casa em casa para efetuar a fiscalização.

### Corrupção na FIFA
Em 28 de maio de 2015, a imprensa que cobria o caso de corrupção na FIFA publicou que altos oficiais do comitê de candidatura sul-africano havia comprado o direito de sediar a Copa do Mundo por cerca de 10 milhões de dólares. Segunda a imprensa, os acordos haviam sido tecidos com o então vice-presidente da organização, Jack Warner, e outros oficiais da organização.
Em 4 de junho de 2015, Chuck Blazer, porta-voz da organização, tendo cooperado com o Federal Bureau of Investigation e as autoridades suíças, confirmou que outros membros do Comitê Executivo da FIFA teriam recebido propina para promover a candidatura da África do Sul em 1998 e 2010. Blazer afirmou: "Eu e outros do Comitê Executivo aceitamos receber propina em conjunção à eleição da África do Sul como país-sede da Copa do Mundo de 2010." Em 6 de junho de 2015, o jornal britânico The Daily Telegraph publicou uma matéria em que o Marrocos teria vencido a disputa em número de votos, mas teria sido substituído irregularmente pela África do Sul.